# Deine Lakaien
I Deine Lakaien sono un gruppo darkwave tedesco composto dal cantante Alexander Veljanov e dal compositore classico, pianista e batterista Ernst Horn.

## Carriera
Il gruppo si è formato nel 1985 grazie ad un annuncio su una rivista pubblicato da Ernst Horn che diceva "Si cerca cantante a cui piaccia sperimentare", a cui rispose Veljanov.
Ernst Horn ha studiato musica classica a Friburgo ed Amburgo e si trovava a Monaco di Baviera per lavorare come pianista e direttore d'orchestra, mentre Veljanov studiava cinematografia e teatro.
Il nome Deine Lakaien (traducibile come "I vostri lacchè") è stato preso da una canzone degli Einstürzende Neubauten.
Alexander Veljanov ha pubblicato anche due album come solista, oltre ad uno insieme alla sua rockband Run Run Vanguard, mentre Horn ha fondato due gruppi che suonano musica medievale, i Qntal e gli Helium Vola, anche se attualmente non fa più parte dei Qntal. Compone inoltre musica per spettacoli teatrali e radiofonici.
La maggior parte dei loro dischi è stata pubblicata dalla Chrom Records, anche se alcuni dei lavori più recenti sono stati invece pubblicati con la Sony Music e la EMI.
Nel 2007 si sono esibiti in una tournée in Germania accompagnati dalla Nuova orchestra filarmonica di Francoforte, esperienza da cui è stato tratto un doppio Dvd.

## Discografia
- 1986 - Deine Lakaien
- 1991 - Dark Star
- 1992 - Dark Star Live
- 1993 - Forest Enter Exit
- 1995 - Acoustic
- 1996 - Winter Fish Testosterone
- 1999 - Kasmodiah
- 2002 - White Lies
- 2003 - 1987
- 2003 - Live in Concert
- 2005 - April Skies
- 2007 - 20 Years Of Electronic Avantgarde
- 2010 - Indicator
- 2014 - Crystal Palace
- 2014 - Acoustic II
- 2016 - XXX. The 30 Years Retrospective
- 2021 - Duel